# Nicola Matteucci
Nicola Matteucci Armandi Avogli Trotti (Bologna, 10 gennaio 1926 – Bologna, 9 ottobre 2006) è stato un politologo italiano, tra i fondatori della rivista Il Mulino, poi della casa editrice omonima e dell’Istituto Carlo Cattaneo. È considerato uno dei massimi teorici del costituzionalismo liberale del Novecento.

## Biografia

### Formazione e attività accademica
Durante gli anni scolastici 1943-44 e 1944-45 le scuole rimangono chiuse per buona parte del tempo. Per il giovane Matteucci la guerra diventa l'occasione per studi autonomi e fortemente motivati. Non è attratto né dal marxismo né dal nazionalsocialismo, ma si sente animato da autentiche passioni liberali. Comincia così la lettura delle principali opere del pensiero liberale, che può trovare nella fornita libreria di famiglia, o anche grazie al prestito di amici.

All'indomani della fine della guerra, nel maggio 1945, il padre Lionello Matteucci viene assassinato, a dire del figlio Nicola, da un partigiano di Massa Lombarda vicino al PCI, senz'altra ragione che l'odio di classe. Il suo corpo non verrà mai ritrovato. Il tragico episodio, di cui Matteucci non parlerà mai in pubblico, costituì senza dubbio uno spartiacque nella sua vita.

Si laurea all'Università di Bologna in giurisprudenza nel 1948 con una tesi su Il diritto nella Filosofia dello spirito di Benedetto Croce e nel 1950 in filosofia con una tesi su Antonio Gramsci e la Filosofia della prassi.

Allievo e collaboratore di Felice Battaglia, dopo la laurea frequenta come borsista l'Istituto italiano per gli studi storici di Napoli, fondato da Benedetto Croce e diretto dallo storico Federico Chabod.
Inizia la carriera accademica nel 1950 come docente di Filosofia del diritto. Dopo un breve periodo a Ferrara, nel 1966 è nominato professore ordinario in Storia delle dottrine politiche a Bologna. Dopo il 1974 decide di passare dalla Facoltà di Scienze Politiche a quella di Lettere, nella cattedra di Filosofia morale. 

Dal giugno 1966 al novembre 1969 è stato presidente dell'Istituto Carlo Cattaneo; poi è stato presidente dell'Associazione di cultura e politica “Il Mulino” per due mandati: dal gennaio all'ottobre 1969 e dal settembre 1980 all'ottobre 1983.

### Il pensiero
Durante gli anni della formazione, Matteucci affianca i saggi sui maestri liberali con gli studi su Gramsci, poi sul giornalista ginevrino Mallet du Pan e su Machiavelli.

Se la formazione crociana lo ha reso aperto mentalmente, il mondo universitario bolognese rende Matteucci attento alla precisione scientifica; sicché dialogare con persone di idee diverse gli sarà sempre connaturale: la collaborazione con Norberto Bobbio, per esempio, è stata una di quelle più durature ed efficaci. In politica le loro opinioni divergevano notevolmente: secondo Matteucci la costituzione è il quadro entro cui si rende possibile lo sviluppo delle libertà individuali; Bobbio invece era un fautore del positivismo giuridico, di quella corrente gius-filosofica per cui l'unico diritto esistente è quello posto in essere da autorità legittimate a creare norme vincolanti secondo procedure predeterminate.
Con Matteucci il liberalismo italiano evolve dal pensiero di Benedetto Croce, ormai inadeguato ai nuovi assetti mondiali postbellici, al liberalismo di matrice anglosassone, che oggi rappresenta il filone dominante nel pensiero politico liberale. Matteucci si interessa molto alla cultura americana, in quanto distante e contrapposta sia al pensiero marxista-comunista che a quello corporativista della destra. Il suo interesse verso il pensiero anglosassone nasce inoltre dal fatto che, storicamente, il costituzionalismo liberale ha preso forma proprio con la Costituzione americana del 1787 e la successiva Dichiarazione dei diritti (Bill of Rights).

Non si deve dimenticare che tra i classici che più contribuiscono alla formazione del suo pensiero, un ruolo decisivo spetta ad Alexis de Tocqueville, di cui lo stesso Matteucci cura la traduzione in italiano delle opere. L'autore de La democrazia in America ha aiutato Matteucci ad approfondire le proprie riflessioni sulle istituzioni, e soprattutto l'ha portato a delineare la sua visione anglosassone del liberalismo, attenta al rapporto del tutto speciale che religione e libertà coltivano negli Stati Uniti. Tra i suoi autori preferiti compaiono anche Hannah Arendt, Carl Schmitt e Friedrich von Hayek.
Accademicamente Matteucci fu sempre un laico, ma la sua cultura politica non fu mai nutrita di anticlericalismo o avversione per la Chiesa.

## Attività editoriale
Nel 1951, con alcuni amici conosciuti al liceo, Matteucci dà vita alla rivista Il Mulino. Tre anni dopo, nel 1954, viene fondata la casa editrice omonima. Dirige la rivista per tre mandati: nei periodi 1959-60, 1970-73 ed infine tra il 1984 ed il 1990. È stato sempre membro del consiglio editoriale della casa editrice.
Matteucci ha coinvolto attorno al Mulino molti intellettuali del suo tempo, tra cui Angelo Panebianco, Lorenzo Ornaghi, Carlo Galli, Alessandro Dal Lago, Angelo Petroni, Carlo Rossetti ed Edmondo Berselli.
Matteucci ha fondato altre due riviste scientifiche: nel 1968 Il pensiero politico; nel 1987 la rivista Filosofia politica, di cui è stato anche direttore.

## Attività pubblicistica
Il libro che segna il distacco di Matteucci dal crocianesimo, e probabilmente il suo libro maggiore, è Il liberalismo in un mondo in trasformazione, pubblicato nel 1972. Sfidando il marxismo allora dominante – specie nella sua versione “francofortese” – Matteucci si appoggia inizialmente al pensiero idealistico di stampo crociano, per poi distaccarsene adottando una prospettiva empirica.
Dopo alcuni anni di collaborazione con Il Resto del Carlino, il giornale della sua città, nel 1974 Matteucci viene chiamato da Indro Montanelli alla fondazione del suo nuovo quotidiano, Il Giornale. Comincia una feconda collaborazione che proseguirà anche dopo il 1994, quando Montanelli stesso lascia per dare vita a La Voce.
Nel 1976 esce il celebre Dizionario di politica, codiretto da Matteucci, Gianfranco Pasquino e Norberto Bobbio. Verrà più volte riedito e ristampato per diventare un "classico" della pubblicistica in Scienze politiche.

## Impegno politico
È sempre stato marginale per Matteucci che, dopo gli infruttuosi tentativi di organizzare la gioventù liberale a Bologna, ha sempre privilegiato “Il Mulino” come sede per il dialogo con i cattolici e i socialisti democratici. L'elenco delle sue partecipazioni attive alla politica è breve:
- Accetta di essere candidato nelle liste del PRI per amicizia con Ugo La Malfa (senza venire eletto);
- Fa parte del Consiglio di amministrazione della RAI in quota PRI negli anni settanta;
- Nel 1992 si candida al Senato con la Lista Sì Referendum promossa dal collega costituzionalista Massimo Severo Giannini (senza venire eletto).

## Opere
Monografie
- Jacques Mallet-du Pan. - Napoli: Nella sede dell'Istituto italiano per gli studi storici, 1957.
- Il costituzionalismo. Problemi teorici e problemi storici : anno accademico 1970-71. - Bologna: Cooperativa libraria universitaria, 1971.
- Il liberalismo in un mondo in trasformazione. - Bologna: Il mulino, 1972.
- Alexis de Tocqueville. - Bologna : CLUEB, 1973.
- Un compromesso storico: perché? .... - Bologna : Il mulino, 1974.
- Dal populismo al compromesso storico. - Roma : Edizioni della voce, 1976.
- Organizzazione del potere e libertà. Storia del costituzionalismo moderno. - Torino : UTET libreria, 1976.
- Antonio Gramsci e la filosofia della prassi. - 2. ed. - Milano : Giuffrè, 1977.
- Il liberalismo in una democrazia minacciata. - Bologna : Il mulino, (1981).
- Alla ricerca dell'ordine politico. Da Machiavelli a Tocqueville. - Bologna : Il mulino, 1984.
- La rivoluzione americana: una rivoluzione costituzionale. - Bologna : Il mulino, 1987.
- Organizzazione del potere e libertà. Storia del costituzionalismo moderno. - Torino : UTET libreria, 1988.
- Alexis de Tocqueville. Tre esercizi di lettura. - Bologna : Il mulino, \1990.
- Lo stato moderno. Lessico e percorsi. - Bologna : Il mulino, 1993.
- Positivismo giuridico e costituzionalismo.  - Bologna : Il mulino, (1996). - 115 p. ; 24 cm.[5]
- L'eredità di von Hayek. - Milano : Società Aperta, 1997.
- Lo Stato moderno. Lessico e percorsi. - Nuova ed. - Bologna : Il mulino, 1997.
- Pluralismo (2001).
- Jacques Mallet-Du Pan. Ginevra, l'illuminismo e la rivoluzione francese. - Lungro : C. Marco, 2004.
- Sul Sessantotto. Crisi del riformismo e Insorgenza populistica nell'Italia degli anni Sessanta; a cura di Roberto Pertici ; presentazione di Gaetano Quagliariello. - Soveria Mannelli : Rubbettino, (2008).
- AA VV., Dal grande fiume al mare, Pendragon, 2003, pp. 320;
- Usare concetti non parole, Liberilibri, Macerata, 2006
- Breve storia del costituzionalismo; introduzione di Carlo Galli. - Brescia : Morcelliana, 2010.

Curatele
- La rivoluzione americana. - Bologna : Zanichelli, 1968.
- Dizionario di politica, diretto da Norberto Bobbio e Nicola Matteucci ; redattore Gianfranco Pasquino. - Torino : UTET, 1976.
- Il liberalismo in Italia e in Germania dalla rivoluzione del 1848 alla prima guerra mondiale, a cura di Rudolf Lill e Nicola Matteucci. - Bologna : Il mulino, 1980.
- Privacy e banche dei dati. Aspetti giuridici e sociali. Bologna : Il mulino, 1981.
- L'utopia e le sue forme. - Bologna : Il mulino, 1982.
- La governabilità delle società industriali. - Bologna : Il mulino, 1984.
- Marco Minghetti statista e pensatore politico. Dalla realtà italiana alla dimensione europea, a cura di Raffaella Gherardi e Nicola Matteucci. - Bologna : Il mulino, 1988.
- L'organizzazione della politica. Cultura, istituzioni, partiti nell'Europa liberale, a cura di Nicola Matteucci e Paolo Pombeni. - Bologna : Il mulino, 1988.
- L'università nel mondo contemporaneo. - Milano : Bompiani, 1991.
- La cultura civile. - Torino : UTET, 1993.